# Liste der Monuments historiques in Faleyras
Die Liste der Monuments historiques in Faleyras führt die Monuments historiques in der französischen Gemeinde Faleyras auf.

## Liste der Bauwerke
| Bezeichnung                        | Beschreibung                 | Standort | Kennzeichnung | Schutzstatus | Datum | Bild           |
| ---------------------------------- | ---------------------------- | -------- | ------------- | ------------ | ----- | -------------- |
| Friedhofskreuz                     | Errichtet im 17. Jahrhundert | (Lage)   | PA33000041    | Inscrit      | 2001  |                |
| Kirche Saint-Gervais-Saint-Protais | Erbaut im 12. Jahrhundert    | (Lage)   | PA00083545    | Inscrit      | 2001  | weitere Bilder |

## Liste der Objekte
| Bezeichnung                                                                                  | Beschreibung    | Standort                                         | Kennzeichnung | Schutzstatus | Datum | Bild |
| -------------------------------------------------------------------------------------------- | --------------- | ------------------------------------------------ | ------------- | ------------ | ----- | ---- |
| Ölgemälde Der heilige Gervais und der heilige Protais stehend betend neben Christus am Kreuz | 19. Jahrhundert | in der Kirche Saint-Gervais-Saint-Protais (Lage) | PM33001941    | Inscrit      | 2002  |      |